# Psilaster robustus
Psilaster robustus är en sjöstjärneart som beskrevs av Fisher 1913. Psilaster robustus ingår i släktet Psilaster och familjen kamsjöstjärnor. Inga underarter finns listade i Catalogue of Life.